# 1993년 3월
| 1993년: 1월 · 2월 · 3월 · 4월 · 5월 · 6월 · 7월 · 8월 · 9월 · 10월 · 11월 · 12월 |

| <          | 1993년 3월 | 1993년 3월  | 1993년 3월 | 1993년 3월 | 1993년 3월 | >          |
| 일         | 월         | 화          | 수         | 목         | 금         | 토         |
|            | 1 2.9 신사 | 2 10 임오   | 3 11 계미  | 4 12 갑신  | 5 13 을유  | 6 14 병술  |
| 7 15 정해  | 8 16 무자  | 9 17 기축   | 10 18 경인 | 11 19 신묘 | 12 20 임진 | 13 21 계사 |
| 14 22 갑오 | 15 23 을미 | 16 24 병신  | 17 25 정유 | 18 26 무술 | 19 27 기해 | 20 28 경자 |
| 21 29 신축 | 22 30 임인 | 23 3.1 계묘 | 24 2 갑진  | 25 3 을사  | 26 4 병오  | 27 5 정미  |
| 28 6 무신  | 29 7 기유  | 30 8 경술   | 31 9 신해  |            |            |            |

| 편집하기 |

## 1993년3월 28일
- 부산, 구포역 열차 전복 사고로 인해 사망자 78명, 부상자 193명이 발생하였다.

## 1993년3월 4일
- 대한민국의 유료방송 기업인 아남방송을 설립하였다.